# Odd Fredriksen
Odd Fredriksen (12 febbraio 1921 – 8 novembre 1985) è stato un calciatore norvegese, di ruolo attaccante.

## Carriera

### Club
Fredriksen giocò con la maglia del Sarpsborg.

### Nazionale
Conta una presenza per la Norvegia. Il 7 settembre 1947, infatti, fu schierato in campo nella sfida pareggiata per 3-3 contro la Finlandia.